# Kalmükföld zászlaja
A sárga a Napot, a népet és a nép vallását jelképezi. A kék az eget, az örökkévalóságot és a kitartást jelenti. A lótusz a tisztaság, a lelki újjászületés és a boldogság szimbóluma. 
Felső öt szirma a kontinensekre utal, az alsó négy pedig a földgolyó négy „negyedére”. A teljes virág azt szimbolizálja, hogy a kalmükök a világ összes népével barátságban akarnak élni, és együtt akarnak működni velük.